# 安竹間
安竹間（Andrew Chien）, 臺灣電影導演、品牌廣告創意總監、作詞人。早期因擔任品牌廣告創意總監而開始擔任廣告、微電影的創意腳本編寫及導演角色。在2012年-2014年間因擔任微電影作品《這一刻愛吧！》的編劇和導演獲得海內外各項行銷及微電影奬項而崛起。而後在2015年編導電影《追婚日記》（又名：杜拉拉追婚記）創下億萬票房佳績而開啟內容影劇編導之路。2018年 安竹間的首部40集電視劇《愛情進化論》在東方、浙江衛視暑期黃金檔播出。2020年 由安竹間編導的電影《你的情歌》在台上映創下賀歲片華語票房冠軍。2021年 安竹間編導的網路劇《愛的奧特萊斯》在LINE TV平台上映，為全台首部直屏網路劇，創下該平台收視冠軍，且創作劇本已改編小說由尖端出版社發行。

## 簡歷
國立師大附中、國立台灣大學國際企業學系 畢業，在美國獲得MBA學位的先後曾在聯合利華及嬌生公司擔任品牌經理工作。之後成為MINIMAX廣告設計公司總經理及創意總監，就任期間其公司服務台北101觀景台識別設計、威秀影城識別設計、P&G、Intel、J&J等品牌客戶，並於台北、上海、香港兩岸三地開設分公司，也為公司獲得如金手指整合行銷奬等創意大奬。2006年起在公司之下建立奇想事 影音創作分公司，製作各項優質廣告。2012起拍攝微電影如陳妍希張孝全《小幸感》及 陳柏霖《這一刻愛吧》獲得多項行銷及微電影奬項。並因《 這一刻愛吧 》廣受歡迎成效良好，連續三年創作不同系列微電影而開啟編劇、導演之路。2014年前往紐約電影學院（NEW YORK FILM ACADEMY) 進修導演課程，而2015年編導電影《追婚日記》創下億萬票房佳績而開始將 發展更多內容影劇編導工作。2017年 安竹間獲大陸知名影視公司新麗傳媒邀約擔任電視劇”愛情進化論”的導演工作，於2018年在東方、浙江衛視暑期黃金檔播出。由於他累積的作品情感細膩豐富，善於刻畫人物內心情緒，在 2018年獲中國媒體報導為都會情感類百大最佳導演Top 35.  2018年起安竹間將奇想事企業有限公司新增影劇開發事業，開始原創劇作的開發和出品。2020年初，首部開發的電影《你的情歌》在賀歲檔上映，打敗多部華語電影成為票房冠軍。2021年六月，台灣首部直式50集網劇《愛的奧特萊斯》在LINE TV平台上映，獲得平台收視冠軍，精緻製作及節奏明快的逆轉劇情贏得不少口碑。
從蕭亞軒的第一首 I’ll be there 作詞開始創作歌詞的工作。其中《也可以》《我在呢》《你的情歌》等歌曲都是Youtube破千萬點擊的暢銷流行單曲。

## 得獎紀錄
- 2022
  - 愛的奧特萊斯 男主角 姜典／第57屆金鐘獎『迷你劇集／電視電影新進演員獎』
- 2021
  - 愛的奧特萊斯 直式網劇 （LINE十週年創新獻禮）／動腦雜誌評選 年度傑出創新精神奬
- 2014
  - 這一刻愛吧／金瞳獎 最佳劇情獎 銀獎／最佳傳播效果獎 銀獎
  - 多芬致閨蜜／金手指 最佳整合行銷獎／大中華艾菲獎／廣告長城獎／金瞳獎 最佳形象代言獎 銀獎／最佳微紀錄片 銀獎／年度最佳微電影 銀獎／最佳傳播效果獎 銀獎

- 2013[1]
  - 立頓奶茶 彭于晏 頓號英式茶館／金瞳獎 最佳導演 銀獎／最佳形象代言 銀獎／最佳系列微電影 銀獎
  - 這一刻愛吧2013／金瞳獎 最佳商業微電影 銀獎／最佳傳播效果 銀獎／最佳劇情 銀獎／最佳微電影 銀獎／最佳系列微電影 銀獎
  - 汰漬小幸感／2013金瞳獎 年度最佳形象代言 銀獎

- 2012[2]
  - 這一刻愛吧／金瞳獎  年度最佳微電影 銀獎／最佳傳播效果獎 銀獎／最受歡迎微電影 金獎／AMEs　全球廣告營銷實效金獎／亞洲最佳廣告白金獎
  - 汰漬小幸感／2012金瞳獎 年度最佳形象代言 銀獎
  - 寶僑家品誰給她掌聲／金瞳獎 年度最佳公益微電影

- 2009  
  - 海倫仙度絲《相信你所見》／金手指最佳整合行銷獎

## 短片作品
- 2023年
  - 非常獨角獸（主演：官鴻 吳希澤）導演／編劇
- 2018年
  - 流星來的戀人（主演：王鶴棣 官鴻 梁靖康 吳希澤）導演／編劇
- 2017年
  - 萌主的考驗（主演：易烊千璽 王俊凱 王源）導演／編劇
- 2014年
  - 這一刻愛吧2014（主演：林依晨 陳柏霖 柯震東）導演／編劇
  - 立頓奶茶倫敦篇（主演：林依晨）導演
  - 多芬致閨蜜 監製／創意
- 2013年
  - 頓號英式茶館（主演：彭于晏）監製／創意
  - 這一刻愛吧（主演：陳柏霖 柯震東）主創／編劇／監製
- 2012年
  - 汰漬小幸感（主演：張孝全 陳妍希）主創／編劇／監製
- 2010年
  - 海倫仙度絲《實力派真相》（主演：吳慷仁）導演／創意
  - 海倫仙度絲《絲源賦活》（主演：高以翔）導演／創意
- 2009  
  - 海倫仙度絲《相信你所見》導演／創意

## 音樂作品
- 林宥嘉〈如果我變成一首歌〉：作詞
- 閻奕格〈也可以〉：作詞
- 周蕙〈為自己而自己〉：作詞
- 周定緯〈Let's Boom〉：作詞
- 付辛博〈這一刻愛吧〉：作詞
- 潘辰〈為母親喝彩〉：作詞、作曲
- 蕭亞軒〈I'll be there〉：作詞
- TANK〈你的情歌〉：作詞
- TANK〈我在呢〉：作詞
- 謝博安〈Better〉：作詞
- 閻奕格〈Hello & Goodbye〉：作詞
- TANK〈電電的〉：作詞
- TANK〈寫給明天的情書〉：作詞
- 曾沛慈〈不想忘的是…〉：作詞

## 電影
- 2015年《追婚日記》
- 2020年《你的情歌》

## 電視劇
- 2018年《愛情進化論》

## 迷你劇集
- 2021年《愛的奧特萊斯》

## 外部連結
- 安竹間的Facebook專頁
- 安竹間的新浪微博
- 第一部直式台劇！《愛的奧特萊斯》：愛不是按個確認鍵這麼簡單
- 從低谷重新站起來，終點也是起點 ─專訪【你的情歌】導演安竹間&編劇葉揚 （页面存档备份，存于）
- 《你的情歌》2020必看青春愛情故事！《追婚日記》導演安竹間新作，柯佳嬿、傅孟柏演出純愛三角習題 （页面存档备份，存于）
- 《愛的奧特萊斯》真愛能用「這東西」交換？ 亦或終將是一場無法校正回歸的夢！ （页面存档备份，存于）